# Johann Jacob Prehn
Johann Jacob Prehn (* 25. August 1746 in Rostock; † 23. Februar 1802 in Schwerin) war ein deutscher Verwaltungsjurist und Hochschullehrer.

## Leben
Prehn entstammte der alten Rostocker Ratsfamilie Preen (neuzeitlich Prehn geschrieben). Sein Vater war der Rostocker Ratsherr Michael Eberhard Prehn (1717–1787), seinerseits Sohn des Rostocker Ratsherren Wilhelm Prehn (1686–1751). Der Jurist und Rostocker Bürgermeister Michael Eberhard Prehn (1747–1818) war sein Bruder. 
Bereits 1759 wurde Johann Jacob Prehn an der Universität Rostock immatrikuliert. Ab Ostern 1766 studierte er gemeinsam mit seinem Bruder Rechtswissenschaften an der Universität Göttingen, wo beide 1768 zum Dr. jur. promoviert wurden. Danach wurde Prehn zunächst Advokat in Rostock und 1776–78 Privatdozent an der Universität Rostock. 1778 [nach anderen Quellen 1780] wurde er ordentlicher Professor der Rechte an der Universität Bützow und war 1784 und 1788 deren Rektor. Ab 1782 war er nebenberuflich Konsistorialrat im herzoglich mecklenburg-schwerinschen Konsistorium. Ab 1788 war er als Justizrat in der Kanzlei des Herzogtums Mecklenburg-Schwerin in Schwerin tätig, ab 1793 als deren Vizedirektor.
Johann Jacob Prehn war mit der Rostocker Bürgertochter Agneta Christina Frehse verheiratet.

## Schriften
- Untersuchung der Frage: Ob die Legitimation ausser der Ehe geborner Kinder sich in einer römischen Erdichtung gründe?  Adler, 1777
- Von den Austrägen insbesondere von dem einem Kläger geringern Standes vortheilhaftesten Wege einen Fürsten zu belangen. Renger, 1779
- Kann wegen verspäteter Zahlung auf die bloss für die Erfüllung des Contracts stipulirte Conventionalstrafe geklagt werden? 1780
- Ueber den unstatthaften Widerspruch der Mecklenburgischen Ritterschaft in Ansehung der im Teschner Frieden dem Herzoglichen Hause Mecklenburg versicherten uneingeschränkten Nichtberufungs-Freyheit. [Rostock], 1780
- De Praerogativa Nominvm In Tabvlas Pvblicas - Den Stadt-Pfandbvechern - Relatorvm, Secvndvm §. CCCLXXI, Transactionis Provincialis Fvndamentalis Meclenbvrgicae Novissimae : Dissertatio Inavgvralis Qvam Consensv Et Avctoritate Incliti I[vris]c[onsvl]torvm Ordinis In Alma Fridericiana Praeside Ioanne Iacobo Prehn ... Vt Ad Svmmos in Vtroqve Ivre Honores Aditvm Sibi Pararet Pvblico Ervditorvm Examini Svbmittit Avctor Et Respondens Carolvs Gvstavvs Oldenbvrg, Ivris Vtrivsqve Candidatvs. Bvetzovii, 1789
- Johann Jacob Prehn von Verbindlichkeit der Vasallen und Unterthanen. Zum Beytrag des Reichs- und Kreis-Contingents, besonders nach Mecklenburgischen Landesgesetzen und archivalischen Nachrichten. Bärensprung, 1793
- Beitrag zum Pütterschen rechtlichen Bedenken über eine merkwürdige Vormundschaftsgeschichte. Bärensprung, 1793